# Jotam van Juda
Jotam (Hebreeuws: יותם, Jowtham, "De Heer is volmaakt") was de koning van het koninkrijk Juda. Hij volgde zijn vader Uzzia op. Zijn koningschap wordt tegenwoordig gedateerd van 742 v.Chr. tot 735 v.Chr. of van 740 v.Chr. tot 732 v.Chr..
Onduidelijk is wanneer Jotam precies koning werd. Wegens huidvraat moest zijn vader Uzzia de laatste jaren van zijn regeerperiode in afzondering leven. Jotam was in deze periode regent. Zowel in 2 Kronieken als in 2 Koningen wordt verteld dat Jotam op vijfentwintigjarige leeftijd de troon besteeg, maar de meeste onderzoekers denken dat dit de leeftijd was waarop Jotam regent werd. De zestien jaar die Jotam koning was volgens beide Bijbelboeken is zeer waarschijnlijk inclusief de tijd als waarnemer voor zijn vader.
Tijdens de regeerperiode van Jotam werd de Bovenpoort van de tempel van Jeruzalem afgebouwd. Ook verrichtte Jotam werkzaamheden bij de stadsmuur van Ofel.
Jotam voerde verschillende oorlogen tijdens zijn bewind. In Kronieken wordt melding gemaakt van een overwinning van Jotam op de Ammonieten en in Koningen wordt een oorlog genoemd tegen een bondgenootschap van koning Resin van Aram en koning Pekach van het koninkrijk Israël.
Jotam stierf op (vermoedelijk) 41-jarige leeftijd. Hij werd begraven in Jeruzalem. Zijn opvolger was zijn zoon Achaz.